# Scheinhinrichtung

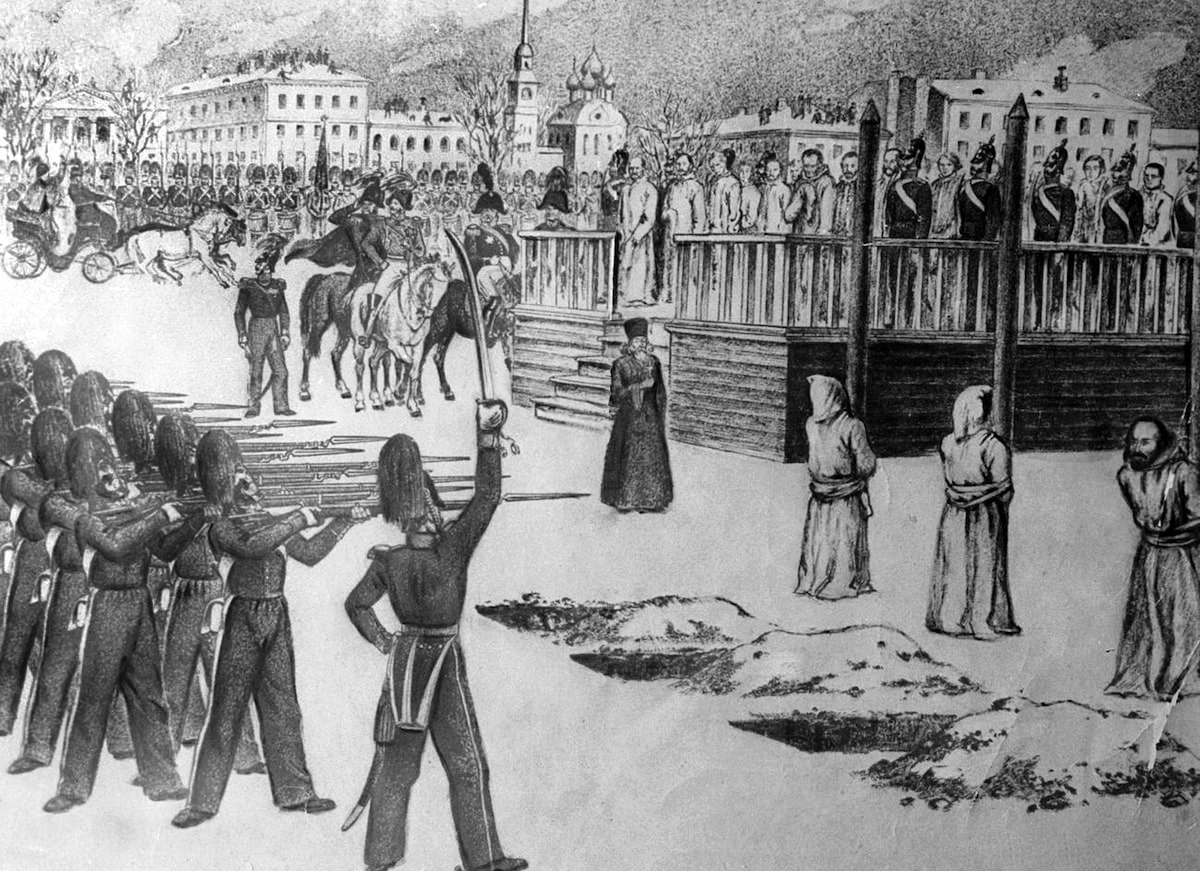
Mitglieder des Petraschewski-Zirkels nehmen an einer ritualisierten Scheinhinrichtung teil.
St. Petersburg, Semjonow-Platz, 1849

Scheinhinrichtung ist eine Foltermethode, bei der eine Exekution scheinbar durchgeführt wird, es sich also für das Opfer so darstellt, als ob die eigene Hinrichtung unmittelbar bevorstünde. Es handelt sich um eine Form der psychischen Folter, bei der das Opfer tatsächliche Todesangst durchlebt.

## Durchführung
Scheinhinrichtungen können darin bestehen, dass das Opfer zum Hinrichtungsplatz geführt wird, womöglich sein eigenes Grab ausheben muss, die Hinrichtung dann aber im letzten Moment abgebrochen oder eine Erschießung mit Platzpatronen simuliert wird. Scheinhinrichtungen gehören zu den Foltermethoden, die keine körperlichen Spuren an den Opfern hinterlassen (Weiße Folter).
Im zaristischen Russland wurden sie auch in rein symbolischer Form durchgeführt, bevor Menschen in die Verbannung geschickt wurden. Symbolisiert wurde so ihr bürgerlicher Tod.

## Beispiele
- Ein berühmtes Opfer einer Scheinhinrichtung war der russische Schriftsteller Fjodor Dostojewski, dem 1849 erst im Angesicht des Exekutionskommandos seine Begnadigung mitgeteilt wurde. Dieses traumatische Erlebnis floss auch in sein literarisches Schaffen ein. Der österreichische Schriftsteller Stefan Zweig beschrieb dieses Ereignis in einem Kapitel seines Buchs Sternstunden der Menschheit in lyrischer Form.
- Im Rahmen der Stalinschen Säuberungen folterte der sowjetische Geheimdienst General Konstantin Konstantinowitsch Rokossowski physisch und führte vor seinen Augen auch Scheinhinrichtungen durch.
- In der DDR führte das Ministerium für Staatssicherheit bei dem Publizisten Wolfgang Welsch nach seinen Angaben eine Scheinhinrichtung mit dem Ziel durch, seinen Widerstand zu brechen.[1]
- Im Rahmen des Hamburger Polizeiskandales berichteten sowohl Betroffene als auch ein Kronzeuge aus den Reihen der Polizei übereinstimmend von sexualisierter Gewalt und anschließenden Scheinhinrichtungen durch deutsche Polizeibeamte im Zeitraum von 1992 bis 1995.
- Auch in Chile war es während der Diktatur Augusto Pinochets laut der Valech-Kommission an der Tagesordnung, Gefangene mit Scheinhinrichtungen zu foltern.
- Scheinhinrichtungen wurden laut Aussage der amerikanischen Geiseln während der Geiselnahme von Teheran (November 1979–Januar 1981) vorgenommen.
- Während des Irak-Krieges kam es zu Scheinhinrichtungen Gefangener durch Angehörige der Streitkräfte der Vereinigten Staaten. Mehrere Offiziere wurden deswegen durch ein Militärgericht zu Arrest- und Geldstrafen verurteilt.[2]
- Im Ramen des Bundeswehrskandals in Afghanistan 2006 wurden Fotos deutscher Soldaten bekannt, die während des Bundeswehreinsatzes in Afghanistan Scheinhinrichtungen inszeniert hatten.[3]
- Im Iran sind Scheinhinrichtungen eine gängige Methode, um Gefangene zu foltern und zu brechen.[4]
- Im Russisch-Ukrainischen Krieg nahmen Soldaten der Streitkräfte Russlands an Kriegsgefangenen (Zivilisten und Soldaten) Scheinhinrichtungen vor.[5][6][7]

## Scheinhinrichtungen in der Kunst
- Im Spielfilm Furyo – Merry Christmas, Mr. Lawrence wird der britische Major Jack Celliers (David Bowie) Opfer einer Scheinhinrichtung.
- In der Fernsehserie Die Sopranos kommen Scheinhinrichtungen in den Episoden „Denial, Anger, Acceptance“ und „Where's Johnny?“ vor.
- Im Spielfilm The Untouchables – Die Unbestechlichen führt Jim Malone (Sean Connery) eine Scheinhinrichtung durch, um einen Kriminellen zum Sprechen zu bringen.
- In Tom Clancys Thriller „Der Schattenkrieg“ führt die Besatzung eines Schiffes der United States Coast Guard eine Scheinhinrichtung an einem Verdächtigen durch, um einen Komplizen zu einem Geständnis zu bringen.
- Im Film Gorillas im Nebel bedient sich Dian Fossey (Sigourney Weaver) einer Scheinhinrichtung, um einen Wilderer für seine Beteiligung an der Tötung mehrerer Gorillas zu bestrafen.